# Елизабет фон дер Пфалц (1483 – 1522)
Елизабет фон дер Пфалц (на немски: Elisabeth von der Pfalz; * 16 ноември 1483, Хайделберг; † 24 юни 1522, Баден-Баден) от фамилията Вителсбахи, е пфалцграфиня на Пфалц-Зимерн и чрез женитба ландграфиня на Хесен-Марбург и маркграфиня на Баден.

## Живот
Дъщеря е на курфюрст Филип от Пфалц (1448 – 1508) и съпругата му Маргарета Баварска (1456 – 1501), дъщеря на херцог Лудвиг IX от Бавария-Ландсхут.
Елизабет се омъжва на 12 февруари 1496 г. в Хайделберг за ландграф Вилхелм III фон Хесен-Марбург (1471 – 1500). Заедно са едва през 1498 г. във Франкфурт на Майн. Бракът е бездетен.
Три години след смъртта на Вилхелм III Елизабет се омъжва на 3 януари 1503 г. в Хайделберг за маркграф Филип I фон Баден (1479 – 1533). Тя му ражда шест деца, от които оживява само Мария Якобеа (1507 – 1580), която се омъжва 1522 г. за херцог Вилхелм IV от Бавария (1493 – 1550).
Елизабет умира на 38-годишна възраст. Погребана е в манастирската църква в Баден-Баден.